# Jandy Nelson
Jandy Nelson (* 25. listopadu 1965 New York) je americká autorka Young Adult literatury. Před svou spisovatelskou kariérou pracovala 13 let jako literární agentka. Studovala na Cornell University, Brown University a Vermont Collage of Fine Arts a je držitelkou titulu MFA za poezii a tvorbu pro děti.

## Dílo
V roce 2010 napsala J. Nelson svůj první román Nebe je všude. Tento román je o dospívající sedmnáctileté dívce Lennie Walker, která se vyrovnává se smrtí své sestry. Musí se naučit žít s touto ztrátou a objevit sebe sama. Román získal cenu YALSA za nejlepší Young Adult fikci,  nacházel se na seznamu knih roku v National Public Radio, The Chicago Public Library a Horn Book. V květnu roku 2015 byl publikován ve více než 20 zemích.
Její druhý román, bestseller New York Times, Dám ti slunce byl publikován v roce 2014. Román získal prestižní cenu Printz Award v kategorii Stonewall Honor, Bank Street's Josette Frank  a je uveden na seznamu nejlepších roku 2015 podle magazínu Time. Od dubna roku 2015 je vydáván v 25 zemích. Kniha by měla být zfilmována studiem Warner Bros.

## Ceny
- 2014 - California Book Awards Young Adult Finalist za "Dám ti slunce"[10]